# Hermann Hackmann
Hermann Wilhelm Hackmann (Osnabrück, 11 november 1913 - Uslar, 20 augustus 1994) was een SS'er die de leiding had in het concentratiekamp Majdanek in Polen, maar ook werkzaam was in Buchenwald en Sachsenhausen.
In 1944 werd hij door een SS-rechtbank al tweemaal ter dood veroordeeld wegens verduistering van goederen en moord, maar het bleef bij opsluiting in een strafkamp.
Na de Tweede Wereldoorlog werd hij in het zogenaamde Buchenwald-proces in Dachau in 1947 veroordeeld tot de doodstraf, wat later werd omgezet in een levenslange gevangenisstraf. Hij kwam echter in 1955 vervroegd vrij. Bij het derde Majdanekproces in 1981 werd hij tot tien jaar gevangenisstraf veroordeeld wegens medeplichtigheid aan moord op 141 mensen in Majdanek.

## Carrière
- SS-Hauptsturmführer: 1 september 1941[1]

## Lidmaatschapsnummer
- SS-nr.: 164 705 (lid geworden 1 november 1933)[2]